# Aleksandr Samojlovič
Aleksandr Nikolaevič Samojlovič, in russo Александр Николаевич Самойлович? (Nižnij Novgorod, 29 dicembre 1880 – Mosca, 13 febbraio 1938), è stato un linguista russo, specializzato nello studio delle lingue turche.
Nella sua carriera ricoprì prestigiosi incarichi in diverse istituzioni scientifiche e culturali dell'Unione Sovietica, fra le quali l'Istituto di Studi Orientali dell'Accademia delle Scienze, della quale fu direttore sino al 1937. 
Nel 1933, sotto la direzione di  Samoylovich, la sede kazaka dell'Accademia delle Scienze dell'Unione Sovietica si dedicò allo sviluppo del bacino carbonifero di Qaraǧandy e predispose piani per la creazione di un complesso siderurgico a ciclo combinato ferro e acciaio. Ulteriori sessioni furono dedicate allo studio dei depositi di metalli non ferrosi negli Altai e a Zhezkazgan, per lo sviluppo dell'industria polimetallica e per le ricerche e lo studio dei minerali (incluso il petrolio) nella zona occidentale del Kazakistan. In questo forum scientifico Samoylovich scienziati famosi del periodo quali gli accademici Aleksandr Evgen'evič Fersman, Ivan Gubkin e Andrey Arkhangelsky, i geologi V.Nehoroshev e N.Kassin, e gli ingegneri K.Satpaev e M.Gutman.
Nell'ottobre del 1937 venne arrestato, poi condannato e infine giustiziato il 13 febbraio 1938, nel periodo più duro delle purghe staliniane.
Nel periodo post-staliniano il governo sovietico riconobbe ufficialmente che Samoylovich era stato ingiustamente perseguitato e ucciso. Egli fu dichiarato riabilitato il 25 agosto 1956 e il suo nome rimesso come membro dell'Accademia della Scienze (decisione del Presidium dell'Accademia n. 7 del 14 dicembre 1956 e decisione dell'Assemblea Generale n. 9 del 5 marzo 1957).